# USS Coral Sea (CV-43)
USS Coral Sea (CV / CVB / CVA-43)  è stata la terza ed ultima unità della classe Midway. Fu la terza nave della Marina degli Stati Uniti ad essere nominata in onore della Battaglia del Mar dei Coralli. Inizialmente classificato come portaerei con il simbolo di classificazione scafo CV-43, il contratto per la costruzione della nave fu assegnato a Newport News Shipbuilding di Newport News, il 14 giugno 1943. Fu riclassificata come "portaerei di grandi dimensioni" con il simbolo di classificazione scafo CVB-43 il 15 luglio 1943. La sua chiglia fu completata il 10 luglio 1944. Fu varata il 2 aprile 1946 sponsorizzata dalla signora Thomas C. Kinkaid e commissionata il 1 ° ottobre 1947 con il comandante AP Storrs III al comando.
Coral Sea è stata una delle ultime portaerei della Marina statunitense a essere completata con un ponte di volo dritto, e con un ponte di volo ad angolo aggiunto durante i successivi ammodernamenti. Tutte le successive portaerei della Marina statunitense di recente costruzione hanno avuto il ponte angolato incluso come parte della costruzione iniziale della nave.

## Cronologia dei servizi

### I primi anni

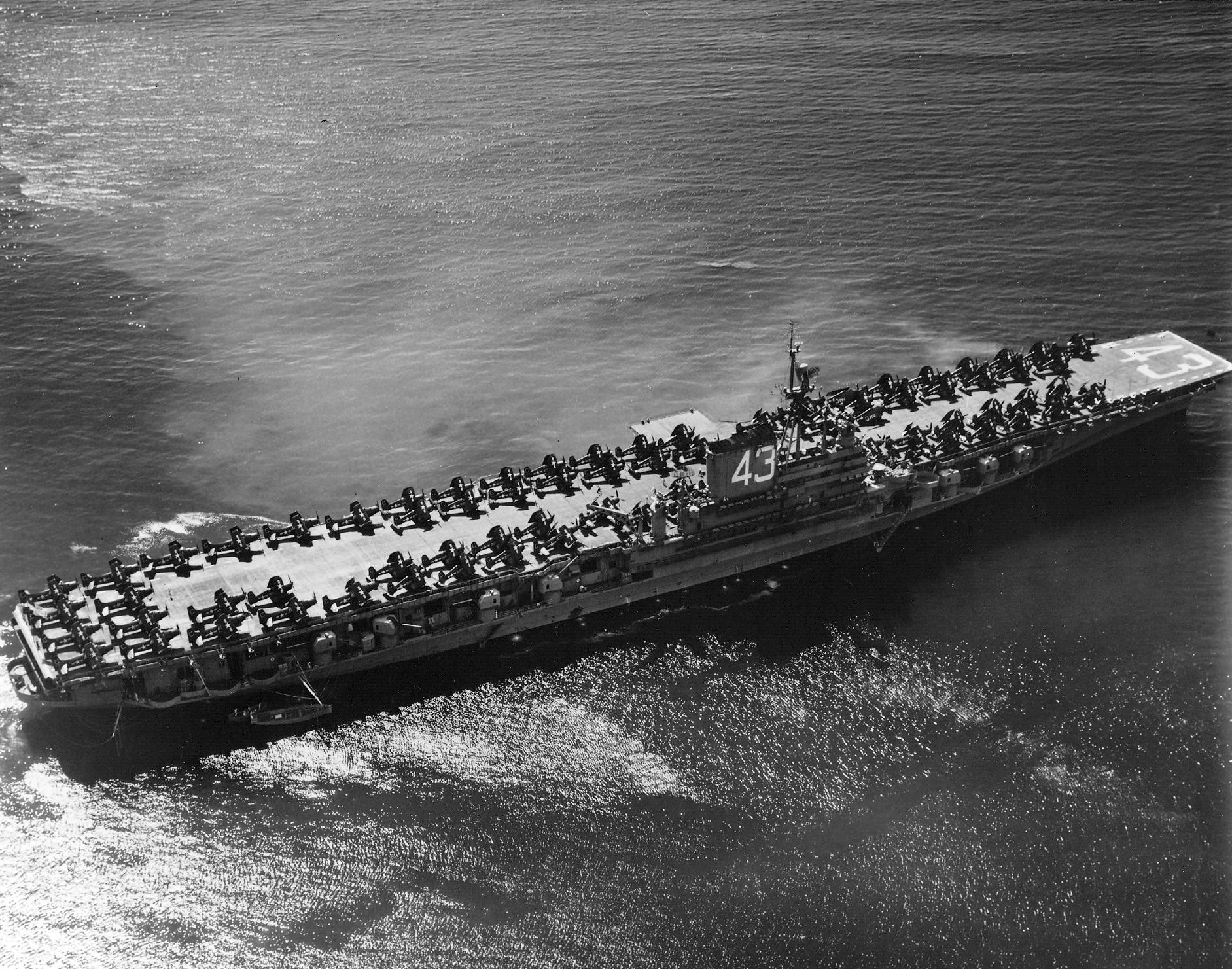
USS Coral Sea alla sua prima crociera nel 1948

La nave iniziò prontamente una serie di traguardi di carriera quando, il 27 aprile 1948, due Neptunes P2V-2, pilotati dal comandante Thomas D. Davies e dal tenente comandante John P. Wheatley, fecero decolli assistiti  (JATO) dalla portaerei mentre si trovava al largo di Norfolk, in Virginia. Questo fu il primo lancio di aerei di queste dimensioni e peso. La nave salpò da Norfolk, in Virginia, il 7 giugno 1948 per una crociera a metà nave nel Mediterraneo e nei Caraibi, e tornò a Norfolk, in Virginia, l'11 agosto.
Dopo un periodo di revisione, Coral Sea stava nuovamente operando al largo dei Virginia Capes. Il 7 marzo 1949, un Neptune P2V-3C, pilotato dal capitano John T. Hayward del VC-5, fu lanciato dalla nave con un carico di bombe fittizie da 10.000 libbre. L'aereo volò attraverso il continente, lasciò cadere il carico sulla costa occidentale e tornò senza sosta per atterrare presso la stazione aerea navale di Patuxent River, nel Maryland. La missione ha dimostrato il concetto di attacchi con bombe atomiche su base portante. Dopo l'addestramento nei Caraibi, Coral Sea navigò il 3 maggio 1949 per il suo primo giro di servizio nel Mediterraneo con la sesta flotta, e fu di ritorno il 28 settembre.

### Anni '50

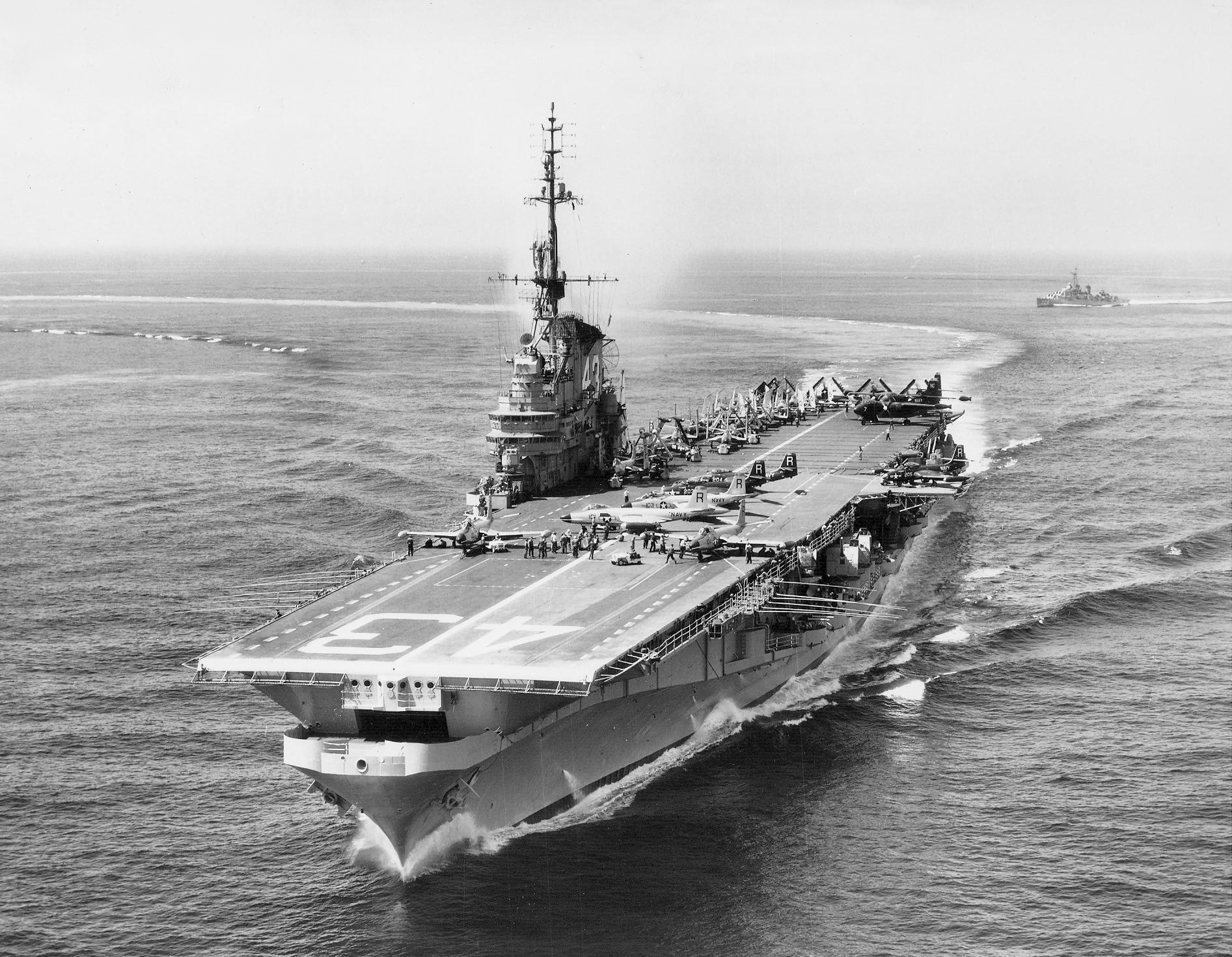
Coral Sea durante la sua crociera del 1955 nel Mediterraneo

Il 21 aprile 1950, fu effettuato dalla nave il primo decollo di un bombardiere pesante AJ-1 Savage. In quel periodo, tornò nel Mediterraneo per il servizio con la Sesta flotta dal 9 settembre 1950 al 1 ° febbraio 1951. 

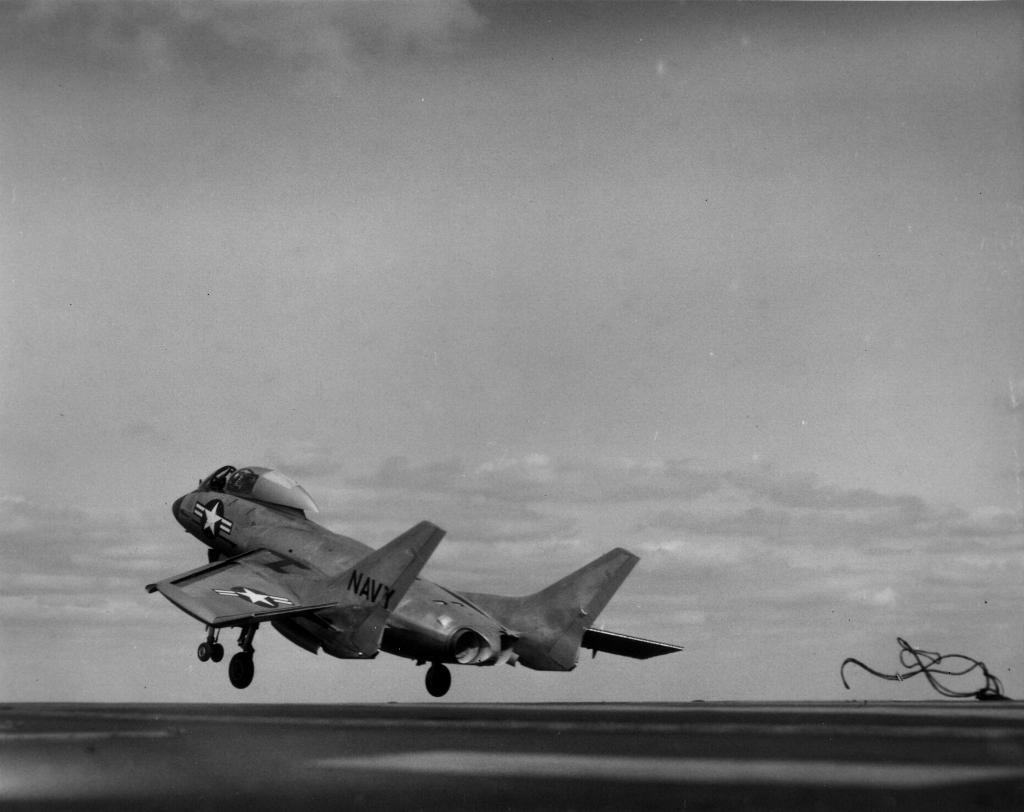
Un F7U-3 Cutlass lanciato dalla Coral Sea nel 1952

Coral Sea addestrò i piloti nelle operazioni di trasporto al largo delle Virginia Capes e di Mayport, in Florida, e nell'aprile del 1953 la nave imbarcò il Comitato Giudiziario della Camera dei Rappresentanti degli Stati Uniti per una crociera di tre giorni. Il 26 aprile salpò per un giro di servizio nel Mediterraneo. Questa crociera è stata evidenziata da una visita in Spagna e dalla partecipazione all'esercizio NATO Black Wave con il vice segretario alla Difesa RM Kyes a bordo come osservatore. Rientrata a Norfolk, in Virginia, il 21 ottobre, ha effettuato prove per l'Ufficio di Aeronautica e ha formato membri della Riserva Navale a Mayport, e nella Base di Guantanamo.
Coral Sea tornò nel Mediterraneo dal 7 luglio al 20 dicembre 1954 e durante questo tour è stata visitata dal generale spagnolo Francisco Franco. Nel suo prossimo giro di servizio nel Mediterraneo dal 23 marzo al 29 settembre 1955, andò ad Istanbul e partecipò alle esercitazioni della NATO.
Salpando da Norfolk, Virginia, il 23 luglio 1956 per Mayport, in Florida, per imbarcarsi sul Carrier Air Group 10, Coral Sea continuò il suo viaggio nel Mediterraneo per il suo nuovo tour. Ha partecipato agli esercizi della NATO e ha ricevuto a bordo il re Paolo di Grecia e la sua consorte, Friederike Luise Thyra di Hannover, come visitatori. Durante la crisi di Suez, la portaerei ha evacuato i cittadini americani dall'area problematica e si è fermata al largo dell'Egitto fino a novembre. 

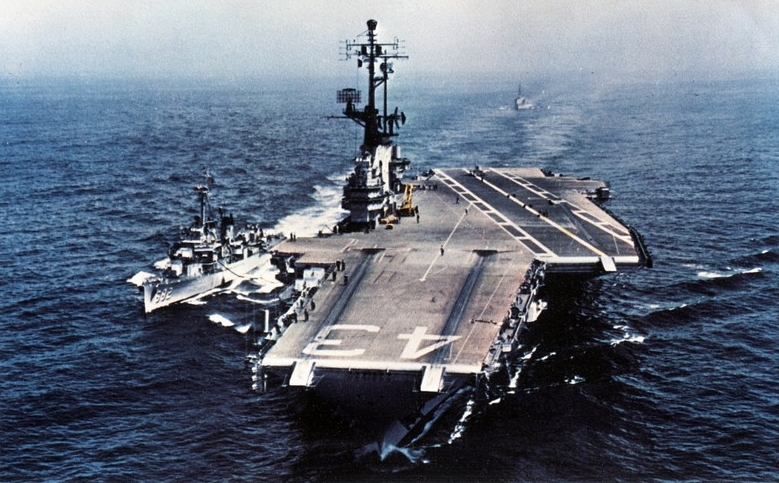
Coral Sea nel 1960 a seguito della sua grande ricostruzione

Coral Sea fu ritirata nal cantiere navale navale Puget Sound il 24 maggio 1957 per ricevere una grande conversione (SCB-110A), che includeva un ponte angolato, il trasferimento dei suoi ascensori sul bordo del ponte, nuove catapulte a vapore, rimozione della cintura dell'armatura e diverse nuove armi antiaeree. Al termine, fu rimessa in servizio il 25 gennaio 1960 e raggiunse il resto della flotta. Nel settembre 1960, ha svolto l'addestramento con il suo nuovo gruppo aereo lungo la costa occidentale, quindi ha navigato a settembre per un tour di servizio con la settima flotta in Estremo Oriente sulla sua prima WestPac (crociera nel Pacifico occidentale).

### Anni 60 e Guerra del Vietnam
L'installazione del sistema PLAT (Pilot Landing Aid Television) fu completata sulla nave il 14 dicembre 1961. È stata la prima portaerei a installare questo sistema per l'uso operativo. Progettato per fornire una registrazione di ogni atterraggio e di decollo, il sistema si è rivelato utile per scopi didattici e nell'analisi degli incidenti di atterraggio, rendendolo quindi uno strumento prezioso per la promozione della sicurezza. Già nel 1963, tutte le portaerei di attacco erano stati dotati di PLAT e erano in corso piani per l'installazione nei CVS e nelle stazioni di terra. 

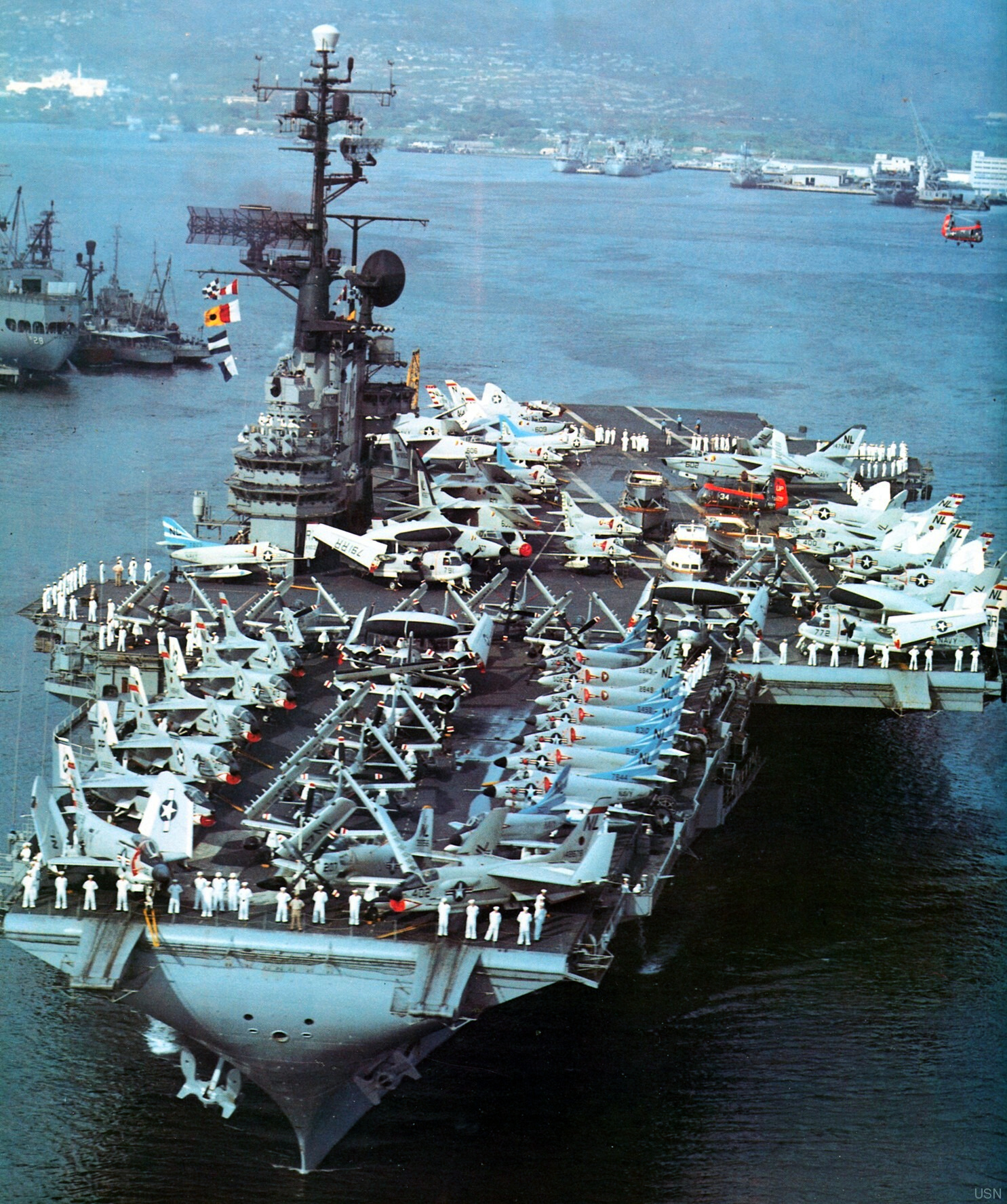
Coral Sea lascia Pearl Harbor nel 1963

La nave in seguito venne inviata in Vietnam per dare supporto aereo alle unità di terra americane. Rimase in quella zona fino al 1967 quando venne richiamata a San Diego per un nuovo ammodernamento.

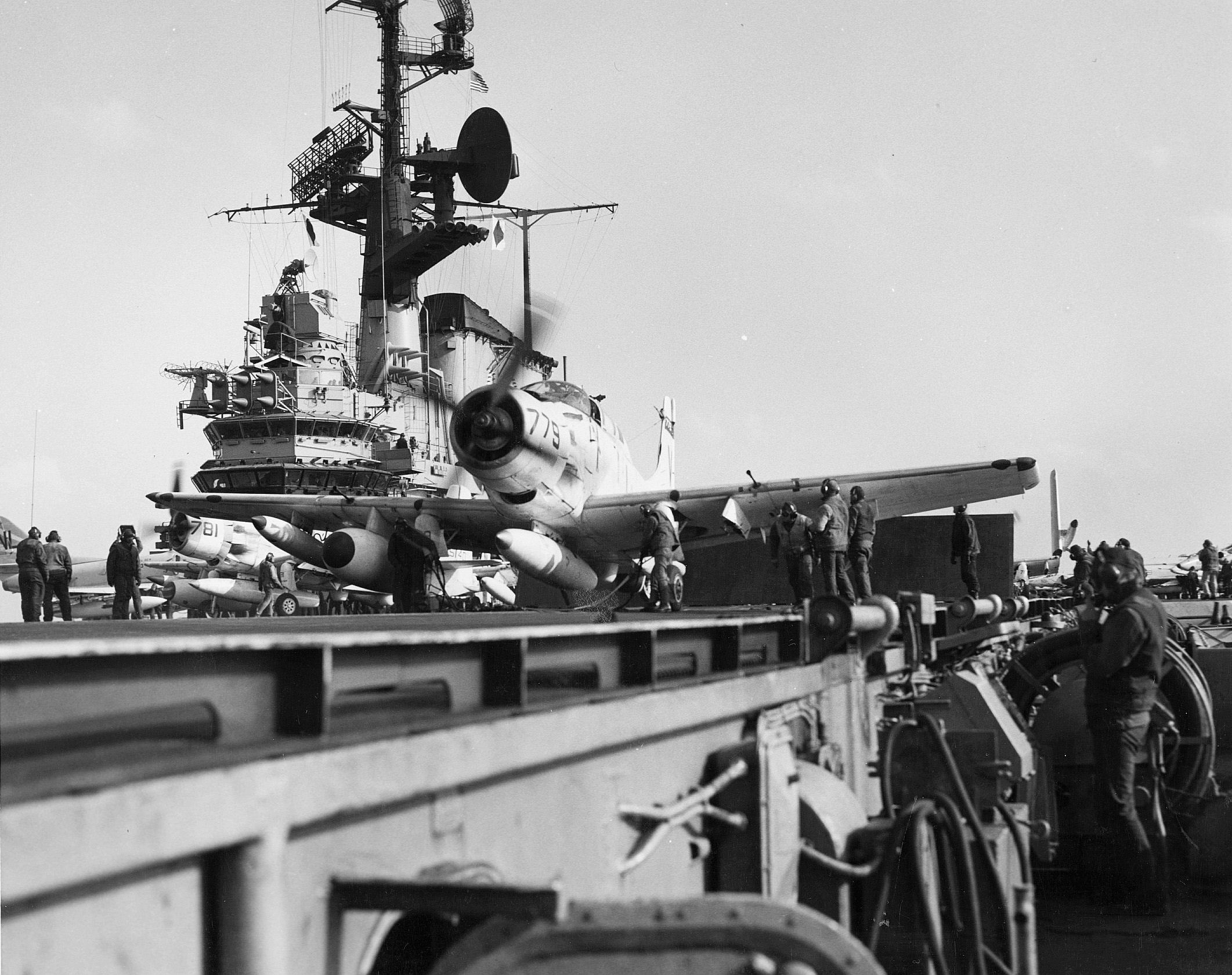
Operazioni di volo durante la guerra del Vietnam

Dopo il refitting, dal 1970 al 1971, e durante l'addestramento di aggiornamento (REFTRA) fino a San Diego, Coral Sea nel suo viaggio di ritorno ad Alameda prese fuoco nel dipartimento delle comunicazioni. L'incendio si propagò così in fretta che il Capitano William H. Harris ordinò che la portaerei venisse messa al largo tra San Mateo e Santa Barbara per abbandonare la nave se non fosse stato possibile controllare l'incendio. Fortunatamente l'incendio venne successivamente domato e dopo le dovute riparazioni la nave tornò in servizio.
L'operazione Pocket Money, la campagna mineraria contro i principali porti del Vietnam del Nord, fu lanciata il 9 maggio 1972. Quella mattina presto, un aereo EC-121 decollò dall'aerodromo di Da Nang per fornire supporto per l'operazione di estrazione. Poco tempo dopo, Kitty Hawk lanciò 17 sortite che consegnavano ordigni contro il raccordo ferroviario Nam Định come tattica aerea diversiva. Il maltempo, tuttavia, ha costretto gli aerei a deviare verso obiettivi secondari a Thanh e Phu Qui. Coral Sea lanciò tre A-6A Intruders e sei A-7E Corsair II caricati con mine navali e un EKA-3B Skywarrior a supporto dell'operazione mineraria diretta contro gli approcci esterni al porto di Haiphong. In coincidenza con l'annuncio pubblico del presidente Richard M. Nixon a Washington le mine navali erano state seminate. 

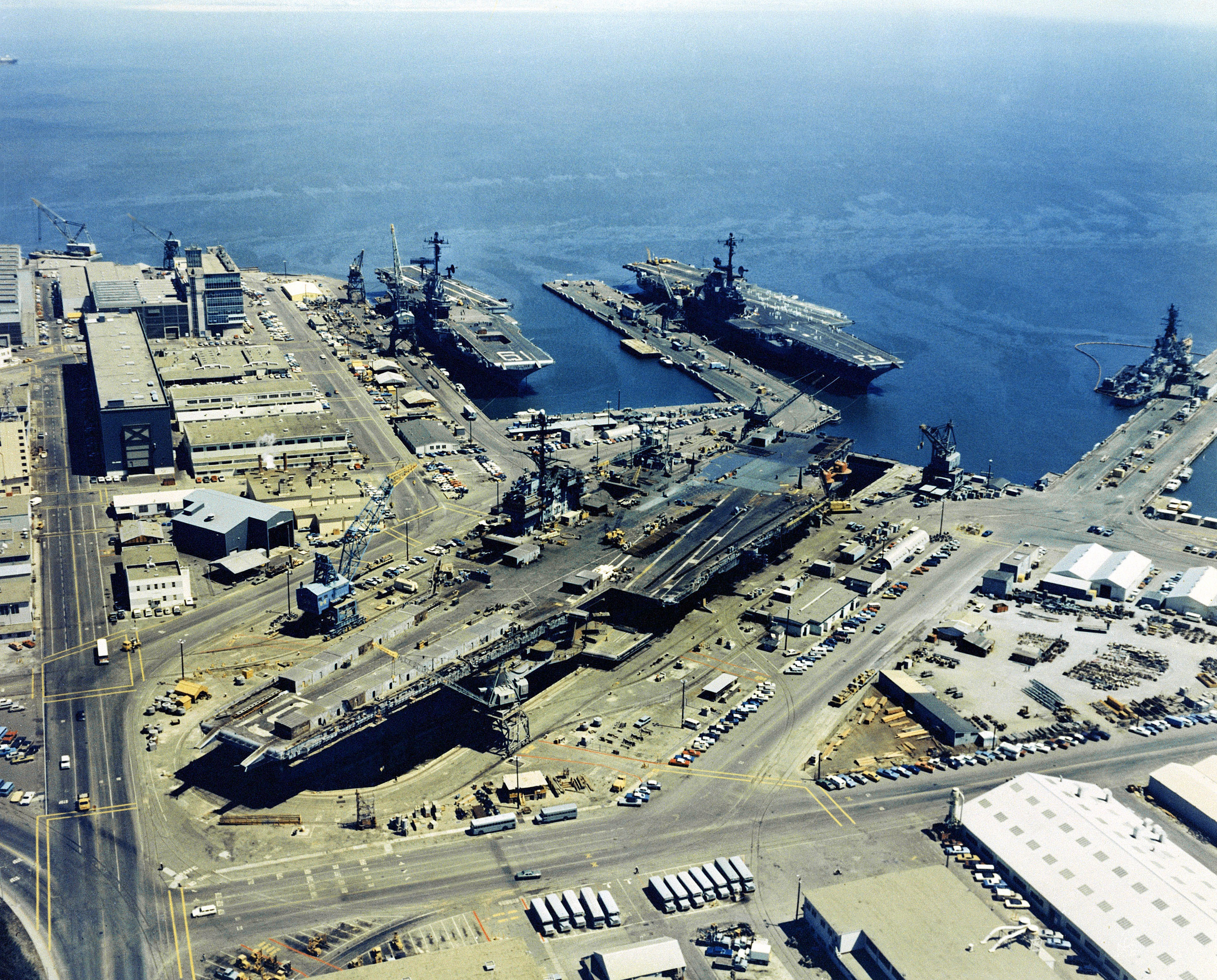
La nave al porto di San Francisco con la USS Ranger (al centro) e la USS Hancock (a sinistra).

Nel 1971, la diffusa insoddisfazione per la guerra del Vietnam portò a un'azione insolita da parte di almeno 1000 membri dell'equipaggio che formarono l'organizzazione a bordo della nave "Stop our ship" (SOS) e firmarono una petizione contro la guerra. La petizione affermava che i firmatari "non credono nella guerra del Vietnam" e che la Coral Sea "non sarebbe dovuta tornare in Vietnam".
Il 6 novembre 1971, oltre 300 uomini della nave hanno marciato in una manifestazione contro la guerra a San Francisco e il 12 novembre 1971 circa 600-1200 manifestanti hanno manifestato al di fuori della stazione aerea navale Alameda per incoraggiare i marinai a non navigare con la nave.

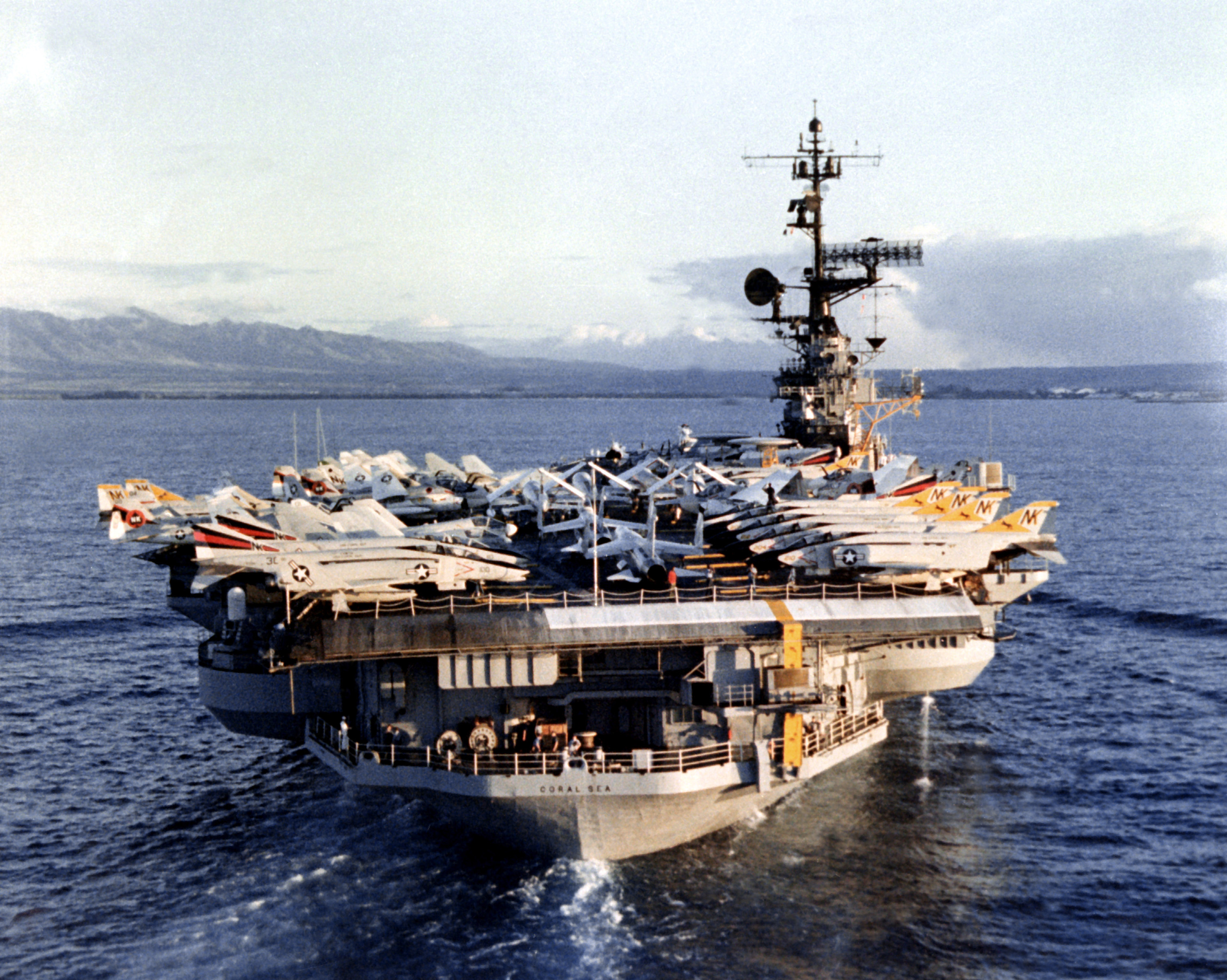
Coral Sea entra a Pearl Harbor nel 1981

Il 4 novembre 1979, i seguaci militanti dell'Ayatollah Khomeini (che erano saliti al potere in seguito al rovesciamento dello Shah dell'Iran) sequestrarono l'ambasciata americana a Teheran e tenevano in ostaggio 63 americani. Iniziò così la crisi degli ostaggi in Iran.
La Coral Sea sostitui Midway nella parte settentrionale del Mar Arabico, al largo della costa dell'Iran, il 5 febbraio 1980. Questa area operativa è stata soprannominata Gonzo Station dagli uomini sulle navi che operano lì, apparentemente a causa della sua vicinanza all'Iran e del presupposto che era probabile una guerra con l'Iran.
In seguito la nave partecipò insieme alla USS Nimitz a diverse sortite contro le forze iraniane.
In seguito (1979-1981) la nave fu comandata dal capitano (in seguito ammiraglio) Richard Dunleavy, che avrebbe avuto un ruolo nello scandalo Tailhook, che lo costrinse alla pensione. Tuttavia, mentre comandava Coral Sea era considerato un eccellente comandante dal suo equipaggio.
Il 10 giugno 1980, Coral Sea tornò al suo porto di origine di Alameda. Poco dopo il suo ritorno, la stampa della Bay Area di San Francisco segnalò il furto di una serie di statue di orsi d'oro dalla nave. Queste statue erano state presentate dalla città di San Francisco dopo che la città aveva adottato la nave come "San Francisco's Own". Due marinai della nave sono stati catturati con le statue dopo aver tentato di venderle. Essi sono stati successivamente processati e reclusi in prigione. Tutte le statue sono state recuperate in buone condizioni.

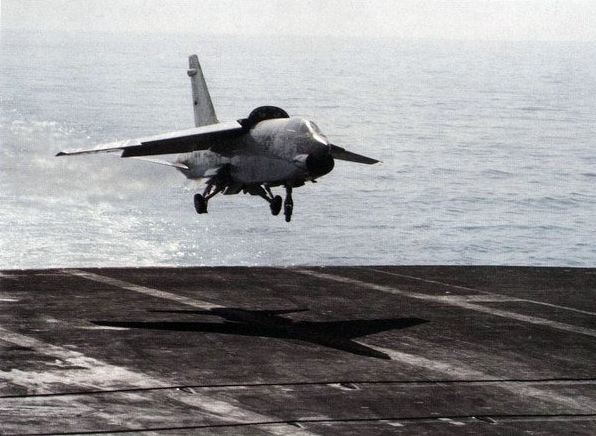
Un RF-8G Crusader atterra a bordo di Coral Sea durante la sua crociera WESTPAC nel 1982

La nave dopo una serie di missioni minori, effettuò la sua ultima crociera attraverso il pacifico nel 1982.

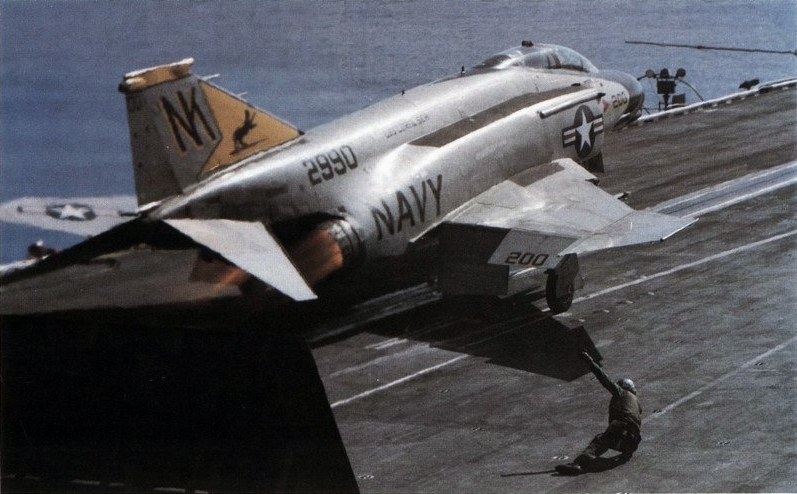
Un F-4N Phantom viene catapultato dalla Coral Sea durante la sua ultima crociera WESTPAC nel 1982

### Ultimi anni

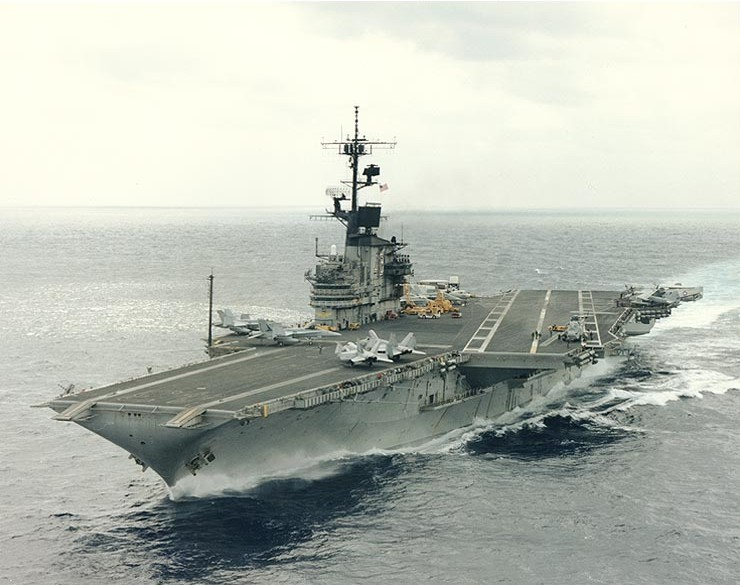
USS Coral Sea nel 1989

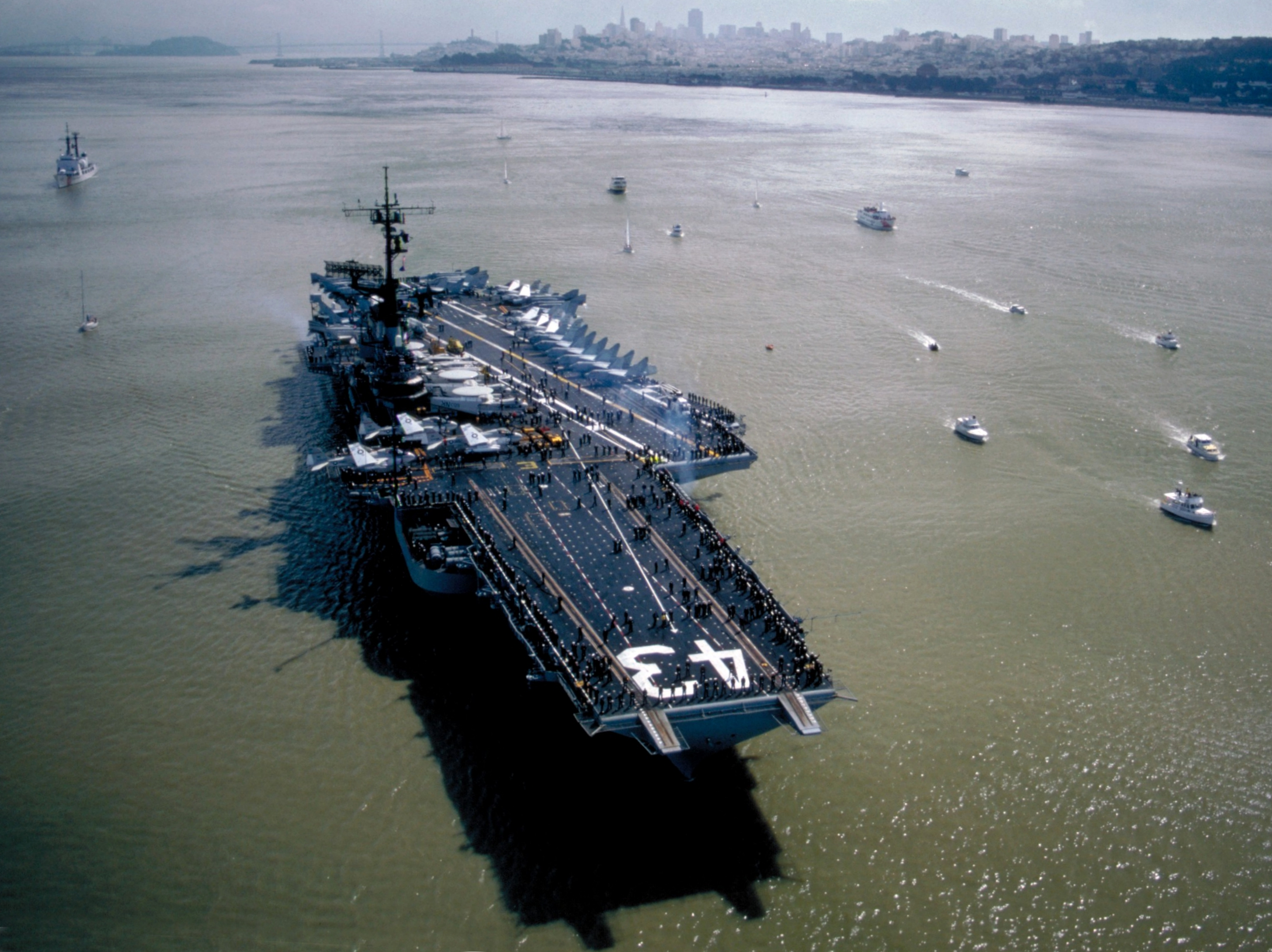
Coral Sea passa sotto il Golden Gate Bridge nel marzo 1983

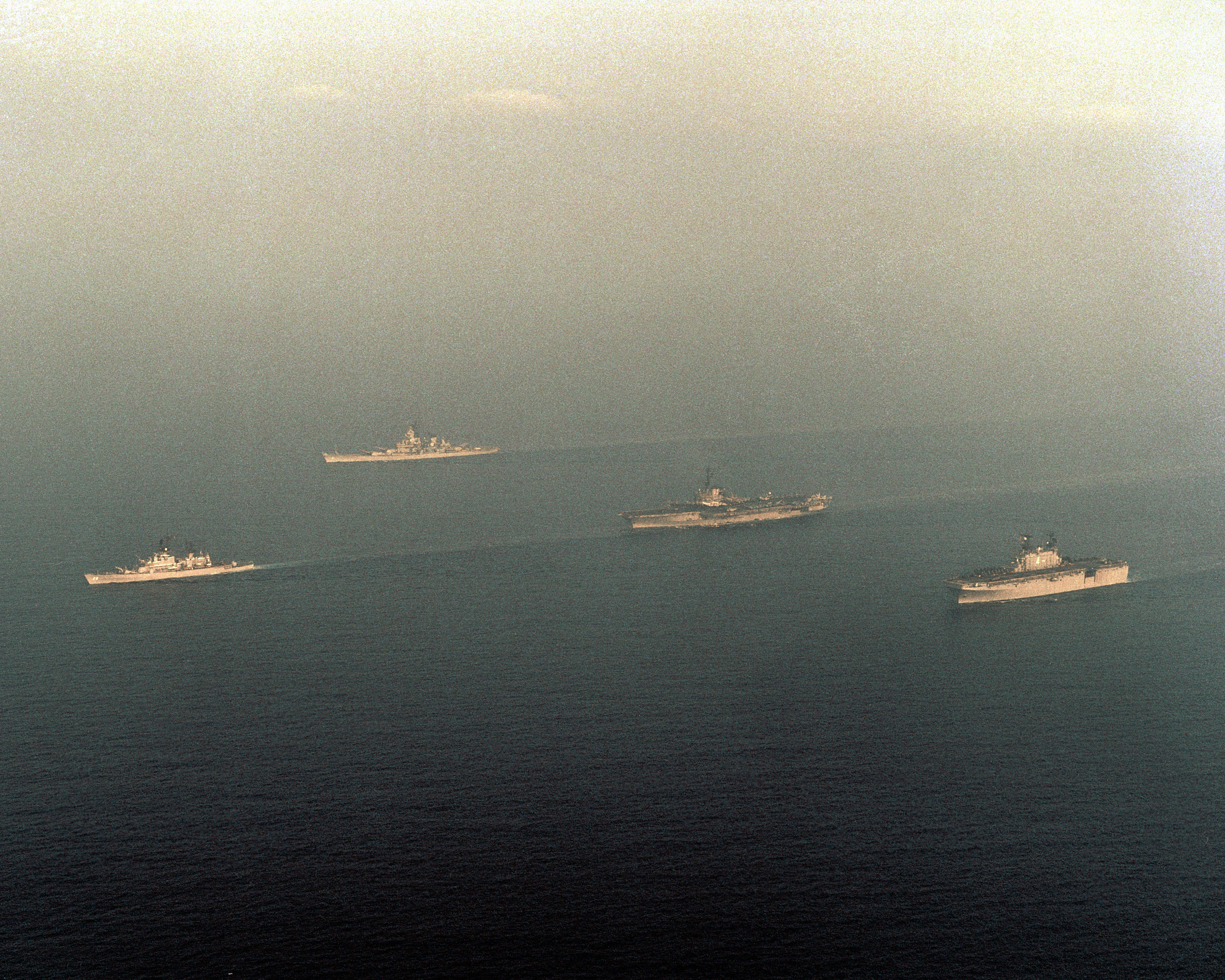
Coral Sea durante la sua ultima crociera accompagnata da Iowa, Nassau e Belknap

Il 15 aprile 1986, aerei della Coral Sea e della USS America, così come F-111F dell'USAF della RAF Lakenheath nel Regno Unito, colpirono obiettivi in Libia come parte dell'operazione "El Dorado Canyon". Gli Hornet entrarono in azione per la prima volta, facendo volare diversi attacchi aerei nave-terra contro le installazioni della costa libica. Durante questa azione, gli Hornet della Coral Sea attaccarono e distrussero il sito missilistico SA-5 a Sirte che aveva individuato aerei statunitensi sui suoi radar. Questo fu il debutto in combattimento per l'Hornet e segnò per inciso il primo uso in combattimento del missile anti-radiazioni HARM AGM-88.
La nave in seguito venne decommissionata alla fine del 1990 e venduta successivamente per la rottamazione nel 2000